# Дейл (Середзем'я)
Дейл — у легендаріумі Дж. Р. Р. Толкіна місто, розташоване на березі річки Келдуїн (Бистриця) біля підніжжя гори Еребор. Столиця однойменного королівства на півночі Диких Земель. Населене нащадками аданів, що залишились у Середзем'ї, та інших людей, населення споріднене з народами півночі Рованіону (предками рогіримів, нортами та іншими племенами).

## Заснування
Місто було засноване після 2589 року Третьої Епохи, коли гноми з народу Довгобородів на чолі з королем Трором повернулись на Еребор з Сірих гір. Королі Дейла торгували з ковалями гномів, містяни віддавали своїх дітей гномам в учні, і щедро платили харчами так що гноми не мали необхідності орати, сіяти та взагалі добувати собі харчі. Щороку в Дейлі проходили ярмарки іграшок, що вважалися дивом Півночі.                                               

## Розорення драконом
У 2771 р. Т. Е. на Еребор та Долл напав дракон Смауг Золотистий. Король Долла Гіріон та його військо  загинули. Дракон захопив гору і привласнив гномівські скарби (багатьом гномам пощастило втекти потаємним ходом разом з їх королем Трором), але жителі міста чомусь продовжували жити поруч із драконовим лігвом.  Вночі Смауг виповзав крізь Головні Ворота і пожирав мешканців Дейла. Зрештою місто спорожніло, з його  мешканців вціліли лише одиниці серед яких були дружина та син короля, котрим пощастило відплисти на човні по ріці під час загибелі міста. 
Протягом майже двохсот років руїни Долла та гора Еребор були небезпечним місцем, оскільки там оселився дракон, що спав на купі золота та дорогоцінностей. Лише кажани та птахи могли безперешкодно з'являтись у тих місцях.

У листопаді 2941 р. Т. Е. онук Трора Торін ІІ Дубощит, дванадцять гномів з його свити та хобіт Більбо Беггінс дісталися долини Дейла щоб заволодіти скарбами, котрі колись належали гномам Еребора. Ось як описуються руїни Дейла в 11 розділі повісті "Гобіт" "На порозі":  
"Перш ніж шукати на західному боці Гори потаємні двері, Торін відрядив розвідувальний загін, щоб обстежити південний схил, де мали знаходитись Головні Ворота. З цією метою він вибрав Баліна, Філі з Кілі та Більбо. Ті прокралися вздовж сірих мовчазних пагорбів до підніжжя Воронячої Висоти. Там ріка Швидкоплинна (Келдуїн), зробивши широку петлю долиною, де колись стояв Долл, йшла від Гори в бік озера, бурхлива й гамірлива як усі гірські річки. Береги голі й скелясті, обривались у потік. Дивлячись згори крізь вузьку річку, що пінилась і вирувала між валунів, вони побачили в широкій долині темні руїни фортечних стін, башт та старовинних будинків.
- Ось і все що лишилось від міста Дейл, - промовив Балін. - Схили гори колись зеленіли лісами, долина була багата й відрадна для очей, в місті дзвонили дзвони.
Голос Баліна лунав печально, обличчя спохмурніло: він супроводжував Торіна того дня коли з'явився дракон."
Гноми та хобіт розраховували непомітно заволодіти золотом та коштовностями, але все одно були помічені драконом, котрий напав на них, і вони вціліли тільки дивом, вчасно сховавшись у потаємному ході. Потім дракон полетів на південь і напав на місто Езгарот на Довгому озері, мешканці якого допомагали гномам. В ході розорення міста дракон був застрелений нащадком короля Гіріона лучником Бардом.

## Битва п'яти армій
Після загибелі дракона, люди Езгарота під проводом Барда і лісові ельфи на чолі зі своїм королем Трандуїлом вирушили в похід  за драконовими скарбами до Самотньої Гори, вважаючи,  що гномів Смауг пожер в першу чергу. Торін та його супутники були завчасно попереджені про похід ватажком гірських круків Роуком сином Карка одразу заходились укріплювати Еребор.  
Бард намагався домовитись з Торіним про спільний розподіл коштовностей, але той пустив стрілу в щит речника. Тоді люди і ельфи взяли гору в блокаду. Через птахів Торін ІІ Дубощит надіслав звістку до свого кузена Даіна ІІ Залізного Чобота, що правив Залізними Пагорбами.  Гноми Залізних Пагорбів рушили до долини Дейла, де розташувалось військо людей та ельфів, до якого потайки прибув чарівник Гендальф.  
Дізнавшись про це Більбо вирішив перешкодити кровопролиттю, видавши Бардові і Трандуїлові родову власність королів Ереора камінь Аркенстон, який він знайшов під час одного з походів у надра гори. Сам Торін з гномами наполегливо шукали його. 
Виявивши камінь у руках Барда - лучника, король гномів розлютився і прогнав Більбо, заявивши що за його частку він викупить Аркенстон, але потайки він сподівався що гноми Даіна позбавлять його можливості викупу. Люди, ельфи та гноми ледве не розпочали битву між собою, однак раптово були атаковані  орками та варгами яких вів Больг син Азога. Так у долині Дейла відбулася  Битва п'яти армій в якій люди, ельфи та гноми ледве не зазнали поразки, але були врятовані завдяки втручанню орлів з Імлистих гір. В битві було знищено три чверті орків з Імлистих гір.  Племінники Торіна Дубощита Філі та Кілі загинули, а сам він отримав тяжкі рани від яких невдовзі помер, але перед смертю він встиг примиритись з Більбо.  

## Відбудова
Після Битви П'яти армій Підгірне королівство гномів Еребора та місто людей Дейл були відбудовані. Королем Дейла став Бард І Лучник, а корону Еребора  прийняв двоюрідний брат Торіна Дубощита  Даін ІІ Залізний Чобіт.
Колись розорені драконом землі у долині Дейла знов стали квітучими і багатими, гноми створювали зброю та коштовності, люди орали землю та вели торгівлю з довколишніми землями. Протягом сімдесяти восьми років містом щасливо правили королі Бард Лучник (2944—2977 рр. Т. Е.), його син Байн (2977-3007 рр. Т. Е.) та онук Бранд (3007-3019 рр. Т. Е.). Під владою королівства опинилось чимало земель розташованих на схід та південь від Езгарота на Довгому озері.
У 3018 році Третьої Епохи  королівству Дейл стали загрожувати племена східнян з степів краю Рун, якими керувала зла воля Саурона. Його посланці прибули до Еребора та Дейла, де вимагали в Даіна ІІ та Бранда допомоги  в пошуках "якогось нічого не вартого персня" (про те що це був Перстень Всевладдя вони не афішували). Взимку 3018 - 3019 років орди зі Сходу здійснювали набіги й розорення в землях Дейла, що спостеріграв Фродо з вершини Амон - Ген, побачивши пожежі у володіннях Бранда. 
Під час Війни Персня в березні 3019 р. Т. Е., одночасно з облогою Мінас-Тіріта арміями Мордору, Гараду, Кханду та Руну, на північ вторглися орди східнян. У долині Дейла відбулась битва у якій загинули король Бранд та Даін ІІ Залізний Чобіт. Гноми та люди зазнали поразки, Дейл було знову зруйновано, але більшість людей та гноми сховались у горі Еребор. Звістки про перемоги в Гондорі надали мужності обложеним і вони змогли розгромити східнян, яких вціліло небагато і вони втекли назад у Рун і більше не тривожили людей Дейлу та гномів. Після війни Дейл було відбудовано і його королем став Бард ІІ, а гномами став правити Торін ІІІ Твердий Шолом.